# Aina Behring
Aina Sofie Behring, ogift Persson, född 13 juni 1928 i Annedals församling i Göteborg, är en svensk teater- och TV-producent.
Aina Behring är dotter till folkskolläraren Randor Persson och Anna Sonesson. Hon arbetade som journalist innan hon 1968 kom till Sveriges Television, där hon förutom en tid som biträdande programchef verkat som producent. Bland produktioner hon arbetat med kan nämnas Fråga Lund, Musikfrågan, N.P. Möller och långfilmen Sommarens tolv månader.
Hon gifte sig 1949 med journalisten Bertil Behring (1927–2002) och fick tre barn.

## Film och TV i urval

### Som producent
- 1973 – N.P. Möller, fastighetsskötare
- 1975 – Efter min näbb
- 1985 – Till minnet av Mari
- 1988 – Sommarens tolv månader
- 1990 – Godistjuven
- 1991 – Ålder okänd
- 1993 – Macklean (TV-serie)
- 1993 – Glädjekällan